# Thomas J. Clunie

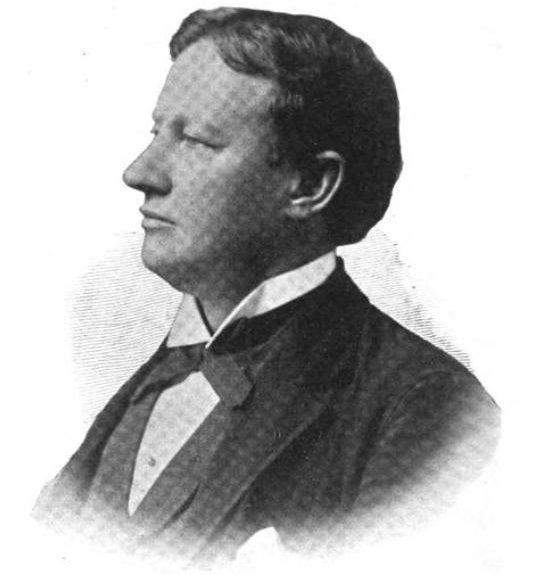
Thomas J. Clunie

Thomas Jefferson Clunie (* 25. März 1852 in St. John’s, Neufundland; † 30. Juni 1903 in San Francisco,  Kalifornien) war ein US-amerikanischer Politiker. Zwischen 1889 und 1891 vertrat er den Bundesstaat Kalifornien im US-Repräsentantenhaus.

## Werdegang
Thomas Clunies Eltern stammten aus Massachusetts. Er wurde während einer Reise nach Kanada in St. John’s geboren. Im Jahr 1854 zog er mit seinen Eltern nach Kalifornien. Zwischenzeitlich kehrte die Familie in den Osten zurück, wo sie einige Zeit in Maine verbrachte. Seit 1861 lebte Clunie permanent in Kalifornien, wo er die öffentlichen Schulen besuchte. Nach einem anschließenden Jurastudium und seiner 1868 erfolgten Zulassung als Rechtsanwalt begann er ab 1870 in Sacramento in diesem Beruf zu arbeiten. Gleichzeitig schlug er als Mitglied der Demokratischen Partei eine politische Laufbahn ein. Im Jahr 1875 wurde er in die California State Assembly gewählt; im Juli 1884 war er Delegierter zur Democratic National Convention in Chicago, auf der Grover Cleveland erstmals als Präsidentschaftskandidat nominiert wurde. Von 1887 bis 1889 gehörte Clunie dem Senat von Kalifornien an. Außerdem war er in der Staatsmiliz aktiv, in der er bis zum Brigadegeneral aufstieg.
Bei den Kongresswahlen des Jahres 1888 wurde Clunie im fünften Wahlbezirk von Kalifornien in das US-Repräsentantenhaus in Washington, D.C. gewählt, wo er am 4. März 1889 die Nachfolge von Charles N. Felton antrat. Da er im Jahr 1890 nicht bestätigt wurde, konnte er bis zum 3. März 1891 nur eine Legislaturperiode im Kongress absolvieren. Nach dem Ende seiner Zeit im US-Repräsentantenhaus praktizierte Clunie wieder als Anwalt. Er starb am 30. Juni 1903 in San Francisco und wurde in Sacramento beigesetzt.